# Kamloops
Kamloops is een stad in de Canadese provincie Brits-Columbia. Kamloops werd in 1812 als handelspost van de Hudson's Bay Company gesticht. In 2021 telde de stad 97.902 inwoners.

## Geboren
- Phil Nimmons (1923-2024), jazzklarinettist en -componist
- Dylan Armstrong (1981), atleet
- Josie Spence (1994), langebaanschaatsster